# Adri de Fluiter

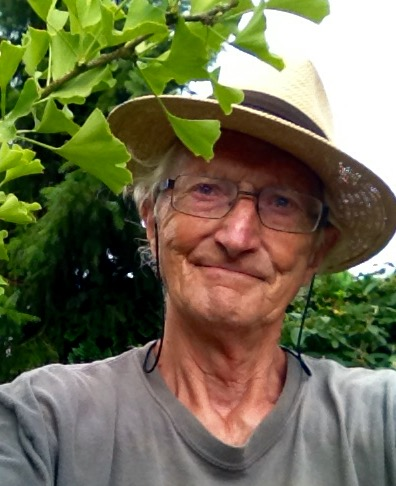
Adri de Fluiter

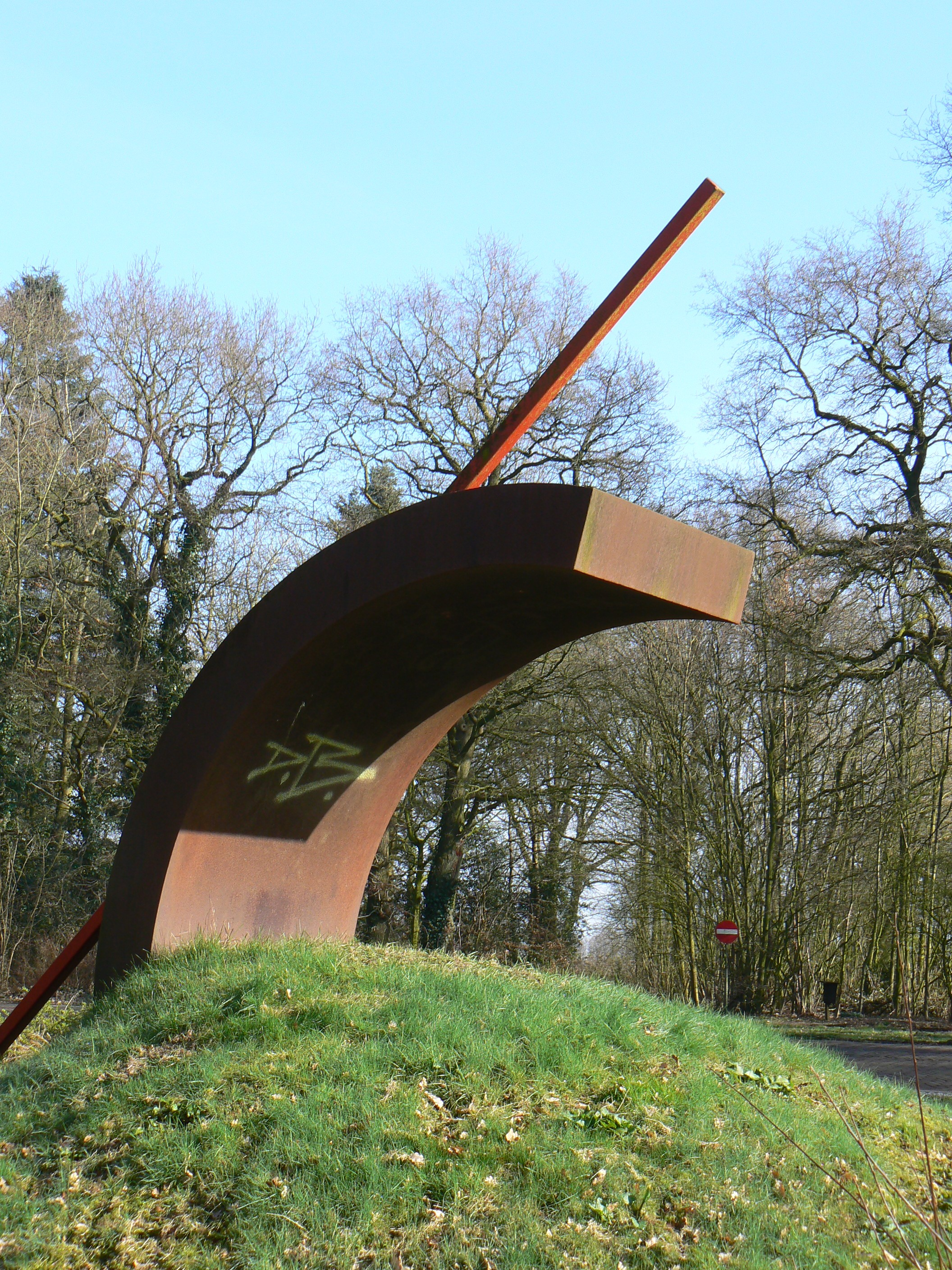
Sculptuur van Adri de Fluiter in Bellingwedde

Arie Adriaan Cornelis (Adri) de Fluiter (Rhenen, 16 augustus 1940 – Zandvoort, 26 januari 2024) was een Nederlands beeldend kunstenaar.

## Lange aanloop
Hij was zoon van Frederik Hendrik de Fluiter en pensionhoudster Elisabeth Aarts.   Het was een samengesteld gezin, vader was een weduwnaar met zes kinderen, moeder een weduwe met vier kinderen. Adri was het eerste kind van het in 1939 getrouwde echtpaar.
Als jeugdige ging hij werden als kantoorbediende en horecaondernemer. Hij zag een leven lang werken in de horeca (eigenaar cafetaria en hotel, kok in wegrestaurant) echter niet zitten. Hij vestigde zich daarom in 1979 als zelfstandig beeldend kunstenaar in Holsloot, Drenthe. Hij maakte daar naam met grote landschappelijke installaties die ook internationaal belangstelling trokken.

## Late roeping
De Fluiter ging op zijn zesendertigste naar de Koninklijke Academie voor Kunst en Vormgeving in 's-Hertogenbosch. Belangrijke docenten waren: David van de Kop, Cornelius Rogge en Marius van Beek. Hij studeerde af in 1979 en vestigde zich in Drenthe. Vanaf 1995 had hij zijn atelier in het brinkdorp Sleen. Het werk omvat beelden, tekeningen, schilderijen en tijdelijke installaties. Ook werden er in monumentale opdrachten uitgevoerd voor overheden en bedrijven. De kunstenaar exposeerde onder andere in Japan, Verenigde Staten, Korea, Taiwan en diverse Europese landen. In 2010 werd er een monumentale installatie gerealiseerd op de  Rio Negro bij de stad Resistencia in Argentinië in het kader van de 'Bienal del Chaco'.

## Ontwikkeling
De installaties van De Fluiter ontwikkelden zich van opgevulde textiele vormen via
'wikkelbeelden' ontstaan uit het wikkelen met repen van textiel en staal, tot de latere 'vlammen'. De vlam is hierbij symbolisch voor het spirituele in ieder mens. Doel van het werk is om het onzichtbare zichtbaar te maken. De laatste projecten, die door de maker 'boomvlammen' worden genoemd, onthullen de energie die in bomen zichtbaar wordt op het punt waar de kroon ontspruit aan de stam. Daarnaast ontstonden tevens beelden en schilderijen met als thema 'wankele tafels'. De onstabiele tafel is daarin een metafoor voor de moeizame menselijke communicatie.

## Organisator/curator
De Fluiter was ook organisator van beeldenexposities en projecten op het terrein van natuurkunst. Projecten die landelijk en internationaal de aandacht trokken zijn onder andere: 
- Een serie beeldhouwtentoonstellingen 'Stadsbeelden Emmen', van 1987 tot 2000 jaarlijks een nationale beeldententoonstelling in Emmen.
- Internationale natuurkunstprojecten in het Nationaal Park Dwingelderveld in 2000 en bij openluchtmuseum Het Veenpark te Barger-Compascuum in 2003. Dit laatste project 'PeatPolis' werd door koningin Beatrix geopend.
- Van 2005 - 2010 was De Fluiter voorzitter van de Stichting Natuurkunst Drenthe. Dit voorzitterschap werd in 2010 beëindigd. Deze stichting stelde zich ten doel om in Drenthe het eerste permanente terrein voor deze kunstvorm in Nederland te realiseren. Het terrein waar dit vorm kreeg is het Staatsbos achter Ellert en Brammertmuseum te Schoonoord. Er werd een programma opgesteld dat liep van 2005 tot en met 2012. De Fluiter was als projectleider betrokken bij het project Dorpsgezichten. Kunstenaars die eerder exposeerden in het natuurkunstproject realiseren semi permanente kunstwerken in acht dorpen behorend bij de gemeente Coevorden. Schoonoord, Wezuperbrug, Wezup, Zweeloo, Aaalden, Meppen, Gees, Oosterhesselen. In 2009 werd de eerste fase met zeven kunstwerken bezocht door koningin Beatrix. Op 30 oktober 2015 werd De Fluiter benoemd tot ridder in de Orde van Oranje Nassau vanwege zijn jarenlange inzet voor de beeldende kunst. Op 17 september 2016 werd er door het Centrum Beeldende Kunst Emmen een grote overzichtstentoonstelling van zijn werk georganiseerd met als titel 'In Wankel Evenwicht - Adri A C de Fluiter 1976 - 2016'. Er verscheen een gelijknamig boek met een overzicht in tekst en beeld van zijn werk en de organisatorische activiteiten. De opening van de tentoonstelling werd gepresenteerd door Sylvana Simons.